# Quyền LGBT ở Sudan
Quyền đồng tính nữ, đồng tính nam, song tính và chuyển giới ở Sudan đối mặt với những thách thức pháp lý mà những người không LGBT không gặp phải. Mặc dù không được thi hành tích cực, hình phạt tử hình đối với hành vi đồng tính nam vẫn còn trên sách ở Sudan.

## Luật về hoạt động tình dục đồng giới
Hoạt động tình dục đồng giới là bất hợp pháp ở Sudan, theo Đạo luật hình sự năm 1991.
Vào tháng 7 năm 2020, Sudan đã bỏ án tử hình như một hình phạt cho đồng tính luyến ái. Vào thời điểm đó, không có báo cáo gần đây về các vụ hành quyết vì sự thân mật đồng giới. Nhưng vào năm 2006, ILGA đã báo cáo, Hồi Sudan áp dụng án tử hình đối với một số hoạt động tình dục đồng giới đồng thuận, và do đó, hầu như không có nhóm nào có trụ sở tại SOGI thậm chí xem xét đăng ký làm tổ chức phi chính phủ.
Hội đồng có chủ quyền Sudan cũng loại bỏ việc áp dụng 100 roi như một hình phạt cho sự thân mật đồng giới, nhưng đã để lại hình phạt lên tới 5 năm tù cho lần vi phạm đầu tiên. Nó đã thiết lập một hình phạt lên đến bảy năm cho lần vi phạm thứ hai, bỏ tù chung thân là hình phạt tối đa cho lần vi phạm thứ ba.

## Bảng tóm tắt
| Hoạt động tình dục đồng giới hợp pháp                                                                                       | (Hình phạt: 7 năm tù) |
| Độ tuổi đồng ý | No                    |
| Luật chống phân biệt đối xử chỉ trong việc làm                                                                              | No                    |
| Luật chống phân biệt đối xử trong việc cung cấp hàng hóa và dịch vụ                                                         | No                    |
| Luật chống phân biệt đối xử trong tất cả các lĩnh vực khác (bao gồm phân biệt đối xử gián tiếp, ngôn từ kích động thù địch) | No                    |
| Hôn nhân đồng giới | No                    |
| Công nhận các cặp đồng giới                                                                                                 | No                    |
| Con nuôi của các cặp vợ chồng đồng giới                                                                                     | No                    |
| Con nuôi chung của các cặp đồng giới                                                                                        | No                    |
| Người LGBT được phép phục vụ công khai trong quân đội                                                                       | No                    |
| Quyền thay đổi giới tính hợp pháp                                                                                           | No                    |
| Truy cập IVF cho đồng tính nữ                                                                                               | No                    |
| Mang thai hộ thương mại cho các cặp đồng tính nam                                                                           | No                    |
| NQHN được phép hiến máu | No                    |